# Förord
Ett förord är en text som oftast placeras i början av en bok, en publikation eller något annat litterärt verk, för att ge en introduktion till verket. Förordet kan beskriva hur verket blev till, från grundidé till skrivande, eller publikation. Det är ofta skrivet av någon annan än verkets huvudförfattare, till exempel en publicist, eller en expert på det ämne som verket avhandlar.
Det förekommer att ett nytt förord skrivs till en ny reviderad upplaga av publikationen. I de fall där så förekommer brukar det senaste förordet placeras främst, följt av de tidigare förorden.
I nya förord, till nya upplagor, brukar det redogöras för vilka ändringar som gjorts jämfört med den tidigare upplagan. Ibland, när det finns flera förord, kan det första rubriceras företal och det andra förord.
Ibland tackar författaren alla de som på olika sätt bidragit till framställningen av publikationen i förordet. Dock kan man välja att placera denna lista med personer som bör uppmärksammas och tackas på en särskild sida, med till exempel rubriken "författarens tack". Dedikationer brukar nämnas i förordet eller på ett försättsblad.
Oftast placeras förordet efter titelsidan, men före innehållsförteckningen, och det omfattar i regel inte den ordinära sidnumreringen.